# Цеклич, Звонко
Звонко Цеклич (черног. Zvonko Ceklić; 11 апреля 1999, Подгорица, СРЮ) — черногорский футболист, защитник словацкого клуба «Земплин Михаловце».

## Карьера
В августе 2017 года на правах аренды перешёл в черногорский клуб «Братство».
20 июля 2022 года стал игроком черногорского клуба «Бокель».
28 июля 2022 года перешёл в казахстанский клуб «Туран».

## Достижения
«Зета»
- Серебряный призёр чемпионата Черногории: 2016/17

## Клубная статистика
| Игровая карьера | Игровая карьера | Игровая карьера | Лига | Лига | Кубок | Кубок | Межд. | Межд. | Др. | Др. |
| --------------- | --------------- | --------------- | ---- | ---- | ----- | ----- | ----- | ----- | --- | --- |
| 2016/17         | Зета            | А               | 1    | 0    | —     | —     | —     | —     | —   | —   |
| 2017/18         | Зета            | А               | 10   | 0    | —     | —     | —     | —     | —   | —   |
| 2018/19         | Зета            | А               | 19   | 0    | 2     | 0     | —     | —     | —   | —   |
| 2019/20         | Зета            | А               | 17   | 0    | 1     | 0     | 2     | 0     | —   | —   |
| 2020/21         | Зета            | А               | 31   | 1    | 3     | 1     | 2     | 0     | —   | —   |
| 2021/22         | Зета            | А               | 23   | 0    | —     | —     | —     | —     | —   | —   |
| 2022            | Туран           | А               | 8    | 0    | 3     | 0     | —     | —     | —   | —   |